# Münsterland Giro 2018
Il Münsterland Giro 2018 (ufficialmente Sparkassen Münsterland Giro per motivi di sponsorizzazione), tredicesima edizione della corsa, valevole come evento dell'UCI Europe Tour 2018 categoria 1.HC, si svolse il 3 ottobre 2018 su un percorso di 210,8 km, con partenza da Coesfeld e arrivo a Münster, in Germania. La vittoria fu appannaggio del tedesco Max Walscheid, che completò il percorso in 4h 42' 15" alla media di 44,81 km/h precedendo i connazionali John Degenkolb e Nils Politt.
Al traguardo di Münster 82 ciclisti, dei 157 partiti da Wadersloh, portarono a termine la competizione.

## Squadre e corridori partecipanti
| N.      | Cod. | Squadra                     |
| ------- | ---- | --------------------------- |
| 1-7     | BOH  | Bora-Hansgrohe              |
| 11-17   | SUN  | Team Sunweb                 |
| 21-27   | TKA  | Team Katusha Alpecin        |
| 31-37   | TFS  | Trek-Segafredo              |
| 41-47   | LTS  | Lotto Soudal                |
| 51-57   | DDD  | Team Dimension Data         |
| 61-67   | QST  | Quick-Step Floors           |
| 71-77   | GAZ  | Gazprom-RusVelo             |
| 81-87   | CCC  | CCC Sprandi Polkowice       |
| 91-97   | RNL  | Roompot-Nederlandse Loterij |
| 101-107 | SVB  | Sport Vlaanderen-Baloise    |
| 111-117 | TNN  | Team Novo Nordisk           |

| N.      | Cod. | Squadra                      |
| ------- | ---- | ---------------------------- |
| 121-127 | WVA  | WB Aqua Protect Veranclassic |
| 131-137 | COF  | Cofidis, Solutions Crédits   |
| 141-147 | ICA  | Israel Cycling Academy       |
| 151-157 | WGG  | Wanty-Groupe Gobert          |
| 161-167 | BAI  | Bike Aid                     |
| 171-177 | HRN  | Heizomat rad-net.de          |
| 181-187 | LKT  | LKT Team Brandenburg         |
| 191-197 | TDA  | Team Dauner D&DQ/Akkon       |
| 201-207 | LKH  | Team Lotto-Kern Haus         |
| 211-217 | SVL  | Team Sauerland NRW           |
| 221-227 | LPC  | Leopard Pro Cycling          |

## Ordine d'arrivo (Top 10)
| Pos. | Corridore          | Squadra    | Tempo    |
| ---- | ------------------ | ---------- | -------- |
| 1    | Max Walscheid      | Sunweb     | 4h42'15" |
| 2    | John Degenkolb     | Trek       | s.t.     |
| 3    | Nils Politt        | Katusha    | s.t.     |
| 4    | André Greipel      | Lotto      | s.t.     |
| 5    | Pascal Ackermann   | Bora       | s.t.     |
| 6    | Florian Sénéchal   | Quick-Step | s.t.     |
| 7    | Alexander Krieger  | Leopard    | s.t.     |
| 8    | Mathias Van Gompel | Sport Vl.  | s.t.     |
| 9    | Szymon Sajnok      | CCC        | s.t.     |
| 10   | Lucas Carstensen   | Bike Aid   | s.t.     |